# F.R.I.D.A.Y. (Marvel Cinematic Universe)
F.R.I.D.A.Y. je fiktivní postava namluvená Kerry Condonovou z Marvel Cinematic Universe. Postava je založená na stejnojmenné postavě z komiksů Marvel Comics. F.R.I.D.A.Y. je podobně jako J.A.R.V.I.S. umělá inteligence vytvořená Tonym Starkem pro kompatibilitu s jeho brněními. Stark ji použil ve svých brněních od bitvy v Sokovii, poté, co byl J.A.R.V.I.S. nahrán do Visiona.
Poprvé se objevila ve filmu Avengers: Age of Ultron, přičemž se poté objevila v dalších čtyřech filmech.

## Fiktivní biografie

### Bitva s Ultronem
V roce 2015, poté, co byl J.A.R.V.I.S. nahrán do Visiona, potřeboval Tony Stark náhradní program pro brnění. Při třídění programů J.O.C.A.S.T.A., T.A.D.A.S.H.I. a F.R.I.D.A.Y. si Stark vybral F.R.I.D.A.Y., a nahrál ji do brnění Mark XLV, aby mu pomohla během bitvy o Sokovii.
F.R.I.D.A.Y. během boje sledovala Ultronovy pokusy o útěk na internet, když ho Vision napadl, ale podařilo se jí jim zabránit. F.R.I.D.A.Y. zároveň pomohla Starkovi zachránit rodinu uvězněnou v hroutící se budově, během jeho kontrolního letu nad Sokovií. Poté varovala Starka, že Avengers nemohou dovolit Ultronovi, ani jednomu z jeho robotů, aby změnili polaritu zařízení, které zvedlo Sokovii, protože by to způsobilo pád Sokovie a zničení života na Zemi. Později Stark přišel s plánem na vytvoření tepelného štítu, aby Sokovia neškodně explodovala a nezpůsobila tak globální vyhynutí.

### Boj s Rogersem
Během boje na letišti varovala F.R.I.D.A.Y Starka, poté co mu přestal fungovat repulzor, že po poškození obleku je řada zbraní nefunkčních. Informovala také Starka, že Scott Lang je uvnitř brnění, a spustila proto hasicí program, aby dostala Langa pryč. Poté, co James Rhodes havaroval na zemi, Stark požádal F.R.I.D.A.Y. pro zobrazení jeho životních funkcí.
Během Starkovi cesty na Raft, F.R.I.D.A.Y. ho informovala, že psychiatr, který měl vyslechnou Barnese, byl zavražděn na letišti a muž, který vyslýchal Barnese byl Hemut Zemo, člen jednotky Scorpion, která působila v Sokovii. Stark ji proto požádal, aby předala informace Rossovi. O několik hodin později v základně Hydry, během boje s Rogersem, nechal Stark analyzovat Rogersův bojový styl, a nařídil F.R.I.D.AY., aby zaútočila na základě analýzy.

### Boj s Thanosem

#### Infinity War
V roce 2018, během přistání vesmírné lodi s Mawem a Obsidianem v New Yorku, požádá Stark F.R.I.D.A.Y., aby informovala Newyorskou policii o situaci a evakuovala obyvatele. Během letu na loď, přeskupí F.R.I.D.A.Y. Starkův oblek, aby dosáhl vyšší rychlosti a po následné žádosti vyšle ze základny Avengers oblek Iron Spider, který se nasadí na Parkera a aktivuje mu padák, s cílem poslat Parkera zpět na zem.

#### Endgame
V roce 2023 požádá Stark F.R.I.D.A.Y., aby mu pomohla nasimulovat Möbiovu pásku, když se pokouší vynalézt cestování časem. Poté zjistí, že F.R.I.D.A.Y. se podařilo cestování časem nasimulovat, a díky tomu tak jsou schopni Avengers zachránit vesmír. Poté, co Avengers získají Kameny nekonečna a Stark, Banner a Rocket zkonstruují Rukavici nekonečna, setkají se s ostatními Avengery a připravují se na zvrácení Probliku. Během přípravy Stark požádá F.R.I.D.A.Y. aby uzavřela základnu Avengers pomocí Barn Door protokolu.
Během útoku Thanose F.R.I.D.A.Y. pravidelně infromovala Starka o jeho životních funkcích, případně jej probudila z bezvědomí a upozornila ho, když Captain Marvel vstoupila do atmosféry. Poté, co Stark použil Kameny nekonečna, Pottsová se F.R.I.D.A.Y. zeptala na Starkovi životní funkce, s tím, že F.R.I.D.A.Y. oznámila, že je v těžce kritickém stavu.

## Výskyt

### Filmy
- Avengers: Age of Ultron
- Captain America: Občanská válka [11]
- Spider-Man: Homecoming
- Avengers: Infinity War
- Avengers: Endgame